# S&P GSCI
Le S&P GSCI est un indice boursier développé par la banque d'investissement américaine Goldman Sachs, puis passé sous le contrôle de l'agence Standard & Poors, et qui sert notamment de repère sur le marché des commodités pour les participants du Chicago Mercantile Exchange.

## Histoire
L'indice S&P GSCI est créé en 1991 sous le nom de Goldman Sachs Commodity Index.
En 2007, Goldman Sachs transfère sa propriété de l'indice S&P GSCI à Standard & Poor's.
Le S&P GSCI enregistre en 2015 la plus forte baisse de ses valeurs depuis 1999, perdant 32,9 % en 1 an,.

## Composition
L'indice se compose de 24 matières premières issus de tous les secteurs (métaux industriels, agriculture, énergie, bétail, métaux précieux). Le secteur de l'énergie, en particulier les activités pétrolières, représente la majorité de ses indices.
| Energie     | 78.65% | Industrie métal | 6.12% | Métaux précieux | 1.81% | Agriculture | 10.42% | Bétail          | 3,01 % |
| ----------- | ------ | --------------- | ----- | --------------- | ----- | ----------- | ------ | --------------- | ------ |
| Pétrole     | 40.73% | Aluminium       | 2.17% | Or              | 1.58% | Blé         | 2.75%  | Bétail          | 1,70 % |
| Brent crude | 14.73% | Cuivre          | 2.64% | Argent          | 0.23% | Blé rouge   | 0.67%  | Aliments bétail | 0,33 % |
| Sans plomb  | 4.62%  | Plomb           | 0.28% |                 |       | Maïs        | 3.12%  | Porc            | 0,98 % |
| Fioul       | 5.59%  | Nickel          | 0.60% |                 |       | Soja        | 1.91%  |                 |        |
| Gasoil      | 4.53%  | Zinc            | 0.85% |                 |       | Coton       | 0.93%  |                 |        |
| Gaz naturel | 5.78%  |                 |       |                 |       | Sucre       | 0.67%  |                 |        |
|             |        |                 |       |                 |       | Café        | 0.46%  |                 |        |
|             |        |                 |       |                 |       | Cacao       | 0.19%  |                 |        |

Ces dernières années, le Brent a gagné en importance dans les indices listés, pour en devenir la première commodité, représentant 24,7 % des indices.